# Hypenopsis macula
Hypenopsis macula är en fjärilsart som beskrevs av Druce 1891. Hypenopsis macula ingår i släktet Hypenopsis och familjen nattflyn. Inga underarter finns listade i Catalogue of Life.